# Choice of Weapon
Albums de The Cult
Born Into This
(2007) Hidden City
(2016)
Choice of Weapon est le neuvième album du groupe de rock anglais The Cult. Il a été mis dans les bacs le 21 mai 2012.

## Liste des Pistes
Tous les titres sont signés Ian Astbury et Billy Duffy.
1. "Honey from a Knife" - 3:06
2. "Elemental Light" - 4:45
3. "The Wolf" - 3:33
4. "Life>Death" - 5:32
5. "For the Animals" - 4:28
6. "Amnesia" - 3:02
7. "Wilderness Now" - 4:33
8. "Lucifer" - 4:40
9. "A Pale Horse" - 3:14
10. "This Night in the City Forever" - 4:45

### Bonus Disc (Édition de Luxe)
1. "Every Man And Woman Is A Star" - 3:26
2. "Embers" - 5:01
3. "Until The Light Takes Us" - 4:19
4. "Siberia" - 3:36

## Membres
- Ian Astbury - Chant
- Billy Duffy - Guitare
- Chris Wyse - Basse
- John Tempesta - Batterie

## Musiciens additionnels
- Jamie Edwards - claviers, cordes
- Chris Goss - guitares, chœurs
- A.J. Celi  - chœurs (sur Honey From a Knife)